# Schizura compta
Schizura compta är en fjärilsart som beskrevs av Walker 1865. Schizura compta ingår i släktet Schizura och familjen tandspinnare. Inga underarter finns listade.